# Dinictis
Dinictis és un gènere de mamífer extint de la família dels nimràvids. Se n'han trobat restes fòssils al Canadà i els Estats Units.